# Fritz Kreß (Zimmerer)

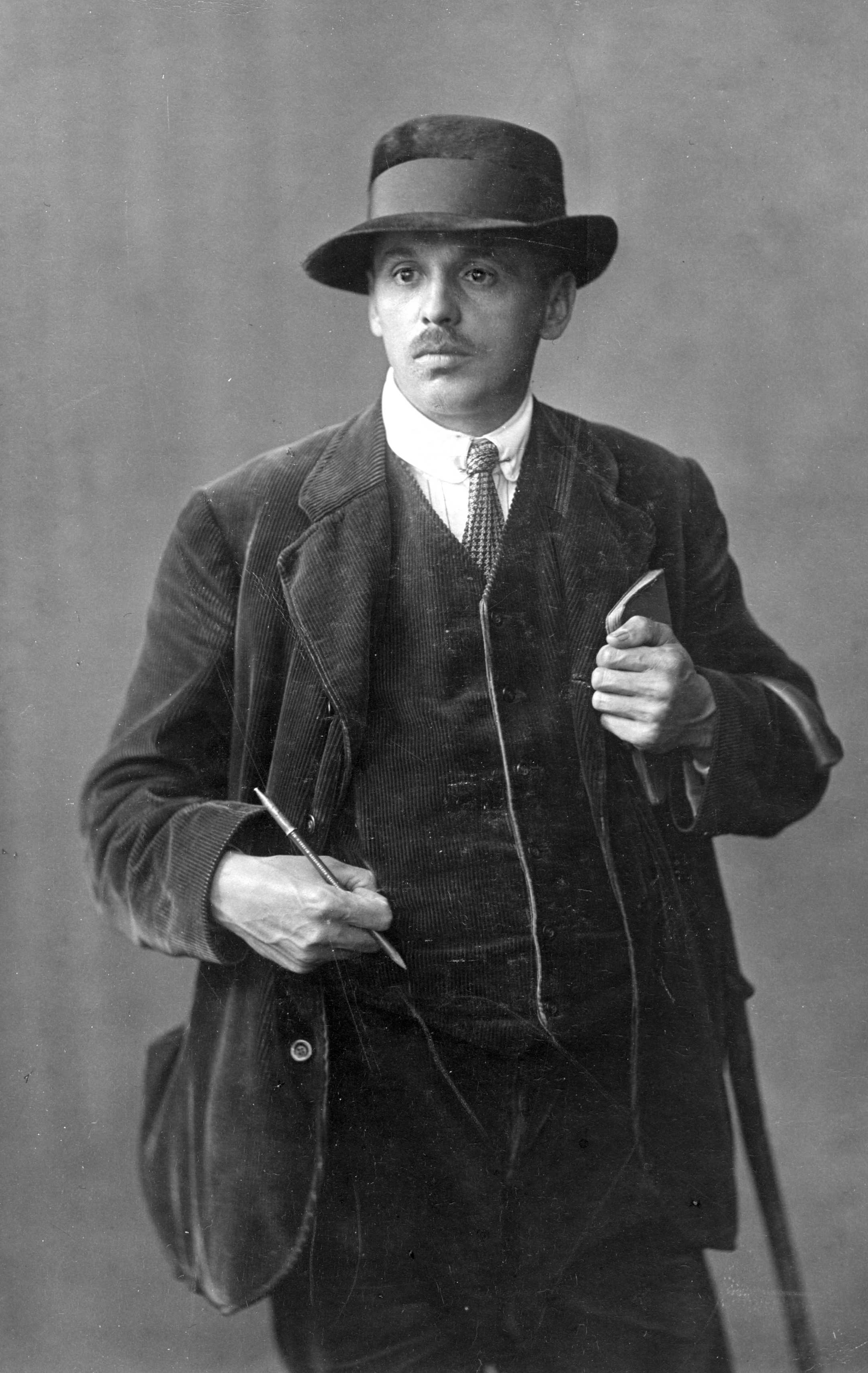
Fritz Kreß, 1918

Fritz Kreß (* 28. März 1884 in Lustnau; † 15. Juni 1962 in Schussenried) war ein deutscher Zimmermeister, der für das Zimmererhandwerk mehrere Standardwerke herausgab und eine Fachschule gründete und leitete.

## Leben
Fritz Kreß wurde am 28. März 1884 in der Dorfstraße 16 in Lustnau geboren. Dieses Haus steht heute nicht mehr. Im Alter von 22 Jahren, im März 1906, bestand er die Meisterprüfung im Zimmererhandwerk vor der Handwerkskammer Reutlingen. Noch im gleichen Jahr heiratete er die Lustnauerin Maria Barbara Necker und gründete seine Fachschule in Lustnau. 1907 erschien sein erstes Fachbuch: Der Zimmerpolier. Es folgten weitere Bücher. Er wurde in Fachkreisen sehr bekannt. Am 15. Juni 1962 starb er in Schussenried.
Fritz Kreß war Praktiker und Autodidakt. Zimmermann war schon in der Schule sein Traumberuf. Er schwänzte oft in den letzten beiden Schuljahren und half stattdessen beim Aufrichten einer Treppe, eines Dachstuhls oder eines Fachwerkhauses gegen Taschengeld mit, das er aber den verarmten Eltern abliefern musste. Das berufswichtige Quadratwurzelziehen brachte ihm der Pfarrer bei, weil es der Lehrer vergessen hatte. Schon als Lehrling wusste Kreß mehr als sein Polier. Das Schiften brachte er sich selbst bei, im zweiten Lehrjahr überließ ihm sein nächster Meister die Abschiftung eines Dachstuhls, die dieser selbst nicht beherrschte.
Dies erklärt strikte Praxisbezogenheit als Stärke seiner Bücher und Aufsätze. Dazu kam die systematische Erweiterung seines Horizontes durch Lesen, Wandern und Reisen. In vielen Gegenden Deutschlands, der Schweiz, Österreichs, der Tschechoslowakei und Ungarns besuchte er Zimmerplätze und studierte die jeweilige Baukunst. Als Pionier im Ersten Weltkrieg nutzte er die Zeit zur fachbezogenen Erkundung von Belgien und Nordfrankreich. 1924 weilte er monatelang in Nordamerika, vor allem New York. Systematisch erforschte er den amerikanischen Holzbau und berichtete darüber in Deutschland. Er brachte neben sehr kritischen Äußerungen auch dies vor: „Nach kurzer Zeit der Betrachtungen kommt man zu der Ueberzeugung, daß wir deutschen Zimmerleute einer unverzeihlichen Holzverschwendung huldigen und daß wir eine Reihe veralteter Konstruktionen mitschleppen.“ In Deutschland wurde diese Ansicht später vom Reichsforschungsrat aufgegriffen und führte 1938 zu einer Auftragsarbeit über den Bau holzsparender Dachstühle für Siedlungs- und Wohnhäuser. Kreß übernahm seine Abhandlung als 10. Kapitel in den Zimmerpolier.
Fritz Kreß war nun längst staatlich benannter, seit 1918 gerichtlich beeidigter Sachverständiger. In der Hauptsache aber gab er Kurse, nicht nur in Lustnau, sondern auch in zahlreichen Städten, zum Beispiel in Stuttgart oder Neustrelitz.
Darüber hinaus hielt er sehr viele Vorträge. Im Jung-Zimmermann fasst er die Ergebnisse einer Vortragsreise zusammen, die ihn 1926 im Auftrag des Berufsverbandes „nach allen Richtungen hin“ durch Deutschland geführt hatte, mit dem Ziel, den allgemeinen Stand der Holzbauweise zu erkunden. Später findet man ihn einmal im Auftrag der Arbeitsgemeinschaft „Holz Berlin“ auf der Leipziger Messe mit einem Lichtbildervortrag. Aus dem Ausland, von Brünn und Prag, kamen Anfragen, ob er dort nicht „gleiche Schulen“ errichten wolle wie seine eigene.

## Zimmereifachschule

Der Unterrichtsraum mit kleineren Zeichenplatten auf den Tischen und maßstabsgetreuen Modellen an der Decke.

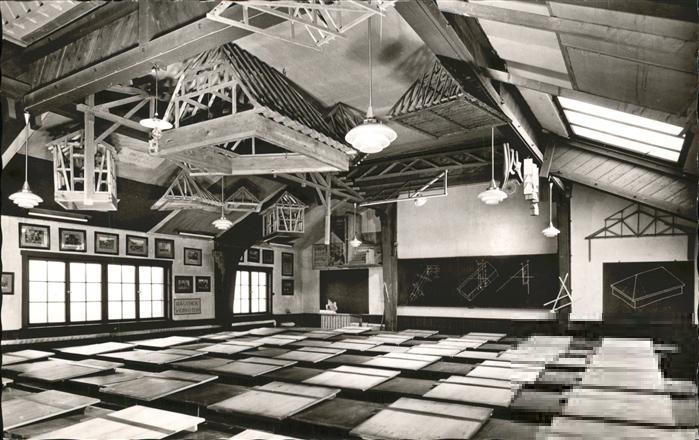
Innenansicht der Zimmereifachschule. Noch heute sind solche Modelle in den meisten Meisterschulen üblich. Diese werden von den Meisterschülern als praktische Übung nach Angaben aufgezeichnet, die Schiftungen (komplexere Dachhölzer wie z. B. Grat- und Kehlsparren, die in keinem Architektenplan in der wahren Länge und Winkel eingezeichnet sind) ausgetragen und dann auf die Hölzer übertragen und ausgearbeitet.

Die Zimmereifachschule Fritz Kreß in Lustnau war eine der führenden Einrichtungen für die Ausbildung zum Zimmermeister in Deutschland. Fritz Kreß leitete diese von ihm gegründete Schule.
An der Meisterschule wirkten neben Kreß vor allem seine Schwiegersöhne Zimmermeister Ewald Maushake und Kurt Löffel sowie Zimmermeister A. Anders.

### Geschichte der Zimmereifachschule
Die ersten Zimmerleute wurden 1906/1907 unter anderem in den oberen Sälen des Gasthauses zum Ochsen unterrichtet. Seit 1930 stand die von Kreß erbaute Schule an der Bebenhäuser Straße und befand sich nahe der Adler-Kreuzung. Das Kreß'sche Grundstück zog sich entlang der Waldeckstraße bis zu seinem Wohnhaus hinauf. Büro und Arbeitsraum befanden sich im sogenannten Heuhaus. Die eigentliche Schule davor existiert jetzt nicht mehr. Sie bestand aus einer großen Werkstatt und, daran im rechten Winkel angebaut, dem Unterrichtsraum. Gegenüber gab es eine weitere, aber kleinere Werkstatt, daran schloss sich das Holzlager an. Das Fachwerkhaus mit Walmdach hat sich Kreß 1940 erbaut. Es hat Ähnlichkeiten mit anderen Häusern am Denzenberg, die ebenfalls seine Handschrift tragen (Denzenberghalde Nr. 2, Nr. 4, Nr. 6 und 8).
Die Lehrtätigkeit von Fritz Kreß begann damit, dass er für einen Kurs die Stube im Elternhaus ausräumte. Etwas später wich er z. B. in Gasthäuser aus. Die ersten Kurse waren noch nicht sehr groß. Auf alten Fotografien sieht man etwa 15 Teilnehmer. Vor ihnen steht ihr jeweils angefertigtes Modell – Treppen oder Dachstühle, die sie in etwa 2 bis 3 Winterwochen nach dem theoretischen Vorlauf hergestellt haben. Mit dabei ist ein Vertreter der „Königlichen Zentralstelle für Gewerbe und Handel“ aus Stuttgart, der die „Oberleitung“ hat, wohl auch, um Kreß etwas auf die Finger zu sehen. Doch diese Verbindung war zugleich Schutzdach. Noch 1912 bei einem Schiftkurs in Ulm war man miteinander verknüpft. Gewiss mit Erfolg, denn in den zwanziger Jahren wurde Kreß sogar zu eintägigen Kursen dringend nach Stuttgart eingeladen.
Aus den thematischen Schwerpunkten entwickelten sich breit gefächerte Programme, vor allem nach dem Bau der Zimmereifachschule. In der Zeitschrift Der Zimmermann liest man: „Im vergangenen Winter 1934/35 hatte die Schule einen sehr starken Besuch – den stärksten seit ihrem Bestehen – aufzuweisen. Es fanden je zwei Schift- und Abbundkurse, 1 Treppen- und Geländerkurs, 1 Polier- und Konstruktionskurs und 1 Vorbereitungskurs für die Meisterprüfung, zusammen 5 Kurse statt. Die Zahl der Schüler betrug (…) 284, darunter 245 Deutsche, 1 Danziger, 32 Schweizer, 3 Österreicher, 2 Italiener, 1 Jugoslave.“ Ein Bild zeigt die Teilnehmer des Polier- und Konstruktionskurses mit Kreß in der Mitte.
Die Zimmereifachschule wurde nun Modellschule, und der Reichsverband plante, weitere 4 bis 5 Zimmerei-Fachschulen nach dem Vorbild der Kreß'schen an „verkehrstechnisch günstig gelegenen Plätzen“ zu gründen. Man kann dies auch in der nun hauseigenen Zeitschrift Der Holzspiegel nachlesen, die zum Mitteilungsblatt für ehemalige Schüler wird und neben fachlichen Themen die Kursangebote darlegt.
Auf dieser Basis beruhte auch der Lehrplan nach dem Krieg. Ein erster Kurs behandelte jetzt die Grundlagen, ein zweiter bereitete auf die Meisterprüfung vor. Die Anmeldungen waren auch da größer als die Aufnahmemöglichkeit. Trotzdem musste die Schule 1978 schließen, weil sich unter den Nachkommen kein Nachfolger fand.

## Erfindungen
Fritz Kreß hat 1927 außerdem ein in Deutschland (DRP) und im Ausland (AP) patentiertes Rechen-, Anreiß- und Schmiegegerät unter dem Namen Der Schiftapparat Kreß erfunden und von da an selbst vertrieben. Dabei handelt es sich um ein verstellbares rechtwinkliges Dreieck mit Skalen und Winkeln – sozusagen ein mechanischer „Pythagoras“. Es half bei der Konstruktion von Dachstühlen und ermöglichte das Ermitteln und Anzeichnen der Dachhölzer, wie Schifter sowie Grat- und Kehlsparren, die in Plänen noch heute grundsätzlich nie in der wahren Länge und mit tatsächlichen Winkeln dargestellt sind. Das Ermitteln und Anzeichnen wird in der Sprache der Zimmerleute als „schiften“ bezeichnet, was den Namen für dieses Gerät erklärt. Allerdings wird es heute nicht mehr benötigt. Grund ist die Einführung der rechnerischen Schiftung, dazu die seit etwa 1990 immer mehr und ab ca. 2000 allgemein übliche Ermittlung der Maße per Computer durch CAD-Programme und schließlich die ab Mitte der 1980er Jahre eingeführte vollautomatische Bearbeitung der Dachhölzer auf Spezialmaschinen („Abbundmaschinen“). Damit wurde die Schiftung aus den Händen des Zimmermeisters immer mehr in die von Dienstleistern und Konstrukteuren verlegt. Heute wird die zeichnerische oder durch Taschenrechner unterstützte Schiftung in der Praxis eigentlich nur noch von Auszubildenden, also von Lehrlingen (im Handwerk offiziell noch so genannt) und Meisterschülern ausgeübt. Das führt leider auch zu einem Verlust an Know-how und zu einer eher montagebasierten Ausübung des Berufs. Der planerische Teil verlagerte sich weg vom Handwerker.

## Gründungen
- Zimmereifachschule in Tübingen-Lustnau.

- Zeitschrift: Kreß gründete 1908 die Fachzeitschrift Wegweiser für das Bauhandwerk. Ab 1913 heißt sie Wegweiser für das Baugewerbe. Der erste Jahrgang erschien 1909, zunächst in Weil im Schönbuch, kurz darauf in Lustnau-Tübingen im Verlag „Kress u. Gubler“, der zweite Jahrgang ab Mitte 1910 in Ulm. Die Redaktion blieb jedoch bei Kreß in Tübingen, bis 1920.[30] Die Jahrgänge von 1909 bis 1913 befinden sich in der Landesbibliothek Stuttgart, die weiteren bis 1922 in der Deutschen Nationalbibliothek Leipzig.

- Verein württembergischer Bauhandwerksmeister, 1913.[31] Der Zusammenschluss sollte die Position der Handwerker gegenüber den Bauherren mit ihrem Unterbietungsverfahren stärken, bei dem der Billigste, oft beim Umtrunk in einer Wirtschaft, den Zuschlag erhielt. Es sollte nun stattdessen zu einem Angebotsverfahren und zu einer Kalkulationspreisliste kommen, die Arbeitszeit und Materialverbrauch festlegte. Kreß hat sie im Auftrag der Zentralstelle für Handel und Gewerbe erstellt, doch der Weltkrieg verhinderte die Publikation und unterbrach auch die Tätigkeit der inzwischen 800 Mitglieder. Erst 1919 wurde die Arbeit fortgesetzt. Kreß gab nun sein Buch Die Kalkulation der Zimmer- und Treppenbauarbeiten heraus.

## Veröffentlichungen

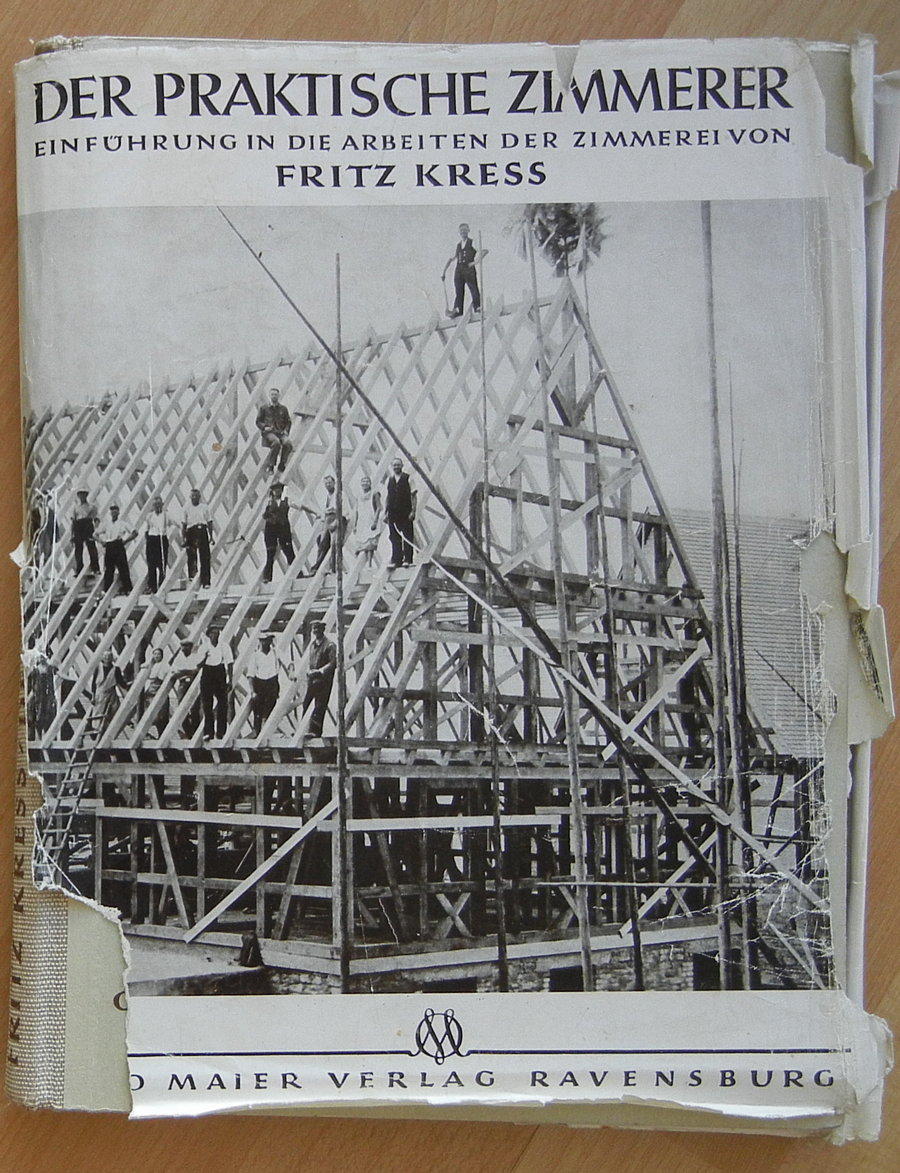
Das Buch "Der praktische Zimmerer", Ausgabe 1940

Neben Buchpublikationen gibt es eine kaum überschaubare Vielzahl von Artikeln in Fachzeitschriften: ab 1909 im Wegweiser für das Bauhandwerk, von 1922 bis 1933 im Jung-Zimmermann, der zunächst Jugendbeilage zum Zimmerer war, den Kreß ebenfalls mit Artikeln belieferte; 1930 bis 1933 publizierte er zusätzlich im Zimmerpolier und ab 1934 nach dem Verbot dieser Fachblätter im noch verbliebenen und nun offiziellen Organ Der Deutsche Zimmermeister, doch auch parallel dazu in dessen Monatsbeilage Der Zimmermann. Diese Beilage konnte schließlich ab 1936 selbstständig werden.

### Bücher
- Der Zimmerpolier. 1907 (lt. Vorwort von Kreß in der ersten Auflage), mit 505 Figuren auf 45 Tafeln, 9 Holzmodellen und 3 Abbildungen. Selbstverlag. Ab 1908 bei Otto Maier, Ravensburg. 5., völlig neubearbeitete Auflage 1935, 11. und letzte Auflage 1959. / Reprint: Bruderverlag, Karlsruhe 2001.
- Der praktische Zimmerer (Ausgaben: 1. Auflage 1926, Lustnau, unter dem Titel Buch der Zimmerleute; ab 1937 als Der Jungzimmerer, Otto Maier, Ravensburg; ab 1940 als Der praktische Zimmerer. Weitere Auflagen nach 1940: 1943, 1949, 1950, 1951, 1954).
- Die Kalkulation der Bauarbeiten, Teil II = Zimmer- und Treppenbauarbeiten (1. Aufl. Stuttgart, Karl Schuler Verlag 1919).[32] 2. Aufl. 1922, Stuttgart, Wahl. 3. Aufl. 1923, Selbstverlag und im Buchhandel über Otto Maier, Ravensburg.
- Der Geländerbauer (1. Aufl. 1921), Lustnau.
- Der Treppenbauer (Deutsche Ausgabe 1922. Schweizer Ausgabe 1922), Lustnau.
- Der Treppen- und Geländerbauer = Buch der Zimmerleute Band III (1. Aufl. 1922. Weitere Auflagen: ca. 1925, 1943, 1949, 1951, 1952. Nachdruck bei Schäfer, Hannover 1988).
- Der Jungkamerad, ein Lehrbuch für Jungzimmerer, Auerdruck, Hamburg, 1927/1928. Herausg.: Zentralverband der Zimmerer.
- Tabellenbuch für den Zimmermann Otto Maier Verlag, Ravensburg (1. Aufl. 1937, 3. Aufl. 1951 … 7. Aufl. 1985, Bruderverl. Karlsruhe).
- Das technische und mechanische Rechnen des Zimmermanns, Otto Maier, Ravensburg (1. Aufl. 1950)./ Reprint: Bruderverl. Karlsruhe 1990.
- Schalungen im Betonbau: Haeberlen, Kurt / Kreß, Fritz, Otto Maier Verlag, Ravensburg, 1959.
- Der Maurerpolier: Karl Kreß und Hermann Gubler, Verlag „Wegweiser für das Bauhandwerk“, 2 Bände, Lustnau-Tübingen 1909.

Bemerkung: Im Vorwort wird Fritz Kreß für die „gütige Mitarbeit, insbesondere Bearbeitung des IX. Teiles, Konstruktion der Leerbogen“ gedankt. Höchstwahrscheinlich stammt aber vieles von ihm selbst. Das Buch hat wie Der Zimmerpolier drei Teile: Es gibt einen Textband, dazu einen Atlas und Holzmodelle. Etliche Artikel sind vorher (1909) im Wegweiser für das Bauhandwerk, dem Kreß'schen Fachblatt, erschienen, Der Maurerpolier kurz darauf im gleichnamigen Eigenverlag.